# Lewa Ręka
Lewa Ręka (Potok Po Lewej Ręce) – potok, prawostronny dopływ Dunajca.
Potok spływa z grzbietu głównego Pasma Radziejowej w Beskidzie Sądeckim. Powstaje z połączenia kilku mniejszych potoków. Najbardziej oddalone i najwyżej położone jest źródło Leszczynowego Potoku znajdujące się po wschodniej stronie szczytu Błyszcza (ok. 800 m n.p.m.). Dołączają do niego potoki: Napiekło, Podsiodełko, Potok pod Kosarzyska i Ciemny Potok, spływające ze stoków grzbietu po wschodniej stronie Błyszcza. Wszystkie te potoki po połączeniu się spływają głębokim jarem po wschodniej stronie grzbietu Kotlin. Na wysokości Wyśniej Góry dołącza do nich jeszcze potok spływający spod Przełęczy Złotne i zachodnich stoków Dzwonkówki. Od tego miejsca Potok Lewa Ręka spływa jarem pomiędzy Kotlinami i Wyśnią Górą. Uchodzi do Dunajca na Przełomie Tylmanowskim, naprzeciwko należącego do Tylmanowej przysiółka Kłodne, na wysokości 399 m n.p.m.
Dolna część biegu potoku to głęboki i zarośnięty lasem bukowym jar. Utworzono tutaj rezerwat przyrody Kłodne nad Dunajcem obejmujący dolny bieg potoku Lewa Ręka i strome zbocza Kotlin i Wyśniej Góry. Cała zlewnia potoku Lewa Reka znajduje się w granicach wsi Tylmanowa w województwie małopolskim, w powiecie nowotarskim, w gminie Ochotnica Dolna.